# Pucanganom (Srumbung)
Pucanganom is een bestuurslaag in het regentschap Magelang van de provincie Midden-Java, Indonesië. Pucanganom telt 1835 inwoners (volkstelling 2010).